# راي بيرك
راي بيرك (بالإنجليزية: Ray Burke)‏ هو دبلوماسي وسياسي أيرلندي، ولد في 30 سبتمبر 1943 في دبلن في جمهورية أيرلندا. حزبياً، نشط في فيانا فايل.

## مناصب
- في الانتاخابات العمومية الإيرلندية 1973 [الإنجليزية]‏، انتخب نائب دييل عن دائرة Dublin County North (Dáil constituency) [الإنجليزية]‏ وقد انضم خلال فترته النيابية ‏ (14 مارس 1973 – 25 مايو 1977)  للكتلة البرلمانية فيانا فايل.
- في الانتخابات العمومية الإيرلندية 1977 [الإنجليزية]‏، انتخب نائب دييل عن دائرة Dublin County North (Dáil constituency) [الإنجليزية]‏ وقد انضم خلال فترته النيابية ‏ (5 يوليو 1977 – 21 مايو 1981)  للكتلة البرلمانية فيانا فايل.
- في الانتخابات العمومية الإيرلندية 1981 [الإنجليزية]‏، انتخب نائب دييل عن دائرة Dublin North (Dáil constituency) [الإنجليزية]‏ وقد انضم خلال فترته النيابية ‏ (30 يونيو 1981 – 27 يناير 1982)  للكتلة البرلمانية فيانا فايل.
- في الانتخابات العمومية الإيرلندية، فبراير 1982 [الإنجليزية]‏، انتخب نائب دييل عن دائرة Dublin North (Dáil constituency) [الإنجليزية]‏ وقد انضم خلال فترته النيابية ‏ (9 مارس 1982 – 4 نوفمبر 1982)  للكتلة البرلمانية فيانا فايل.
- في الانتخابات العمومية الإيرلندية، نوفمبر 1982 [الإنجليزية]‏، انتخب نائب دييل عن دائرة Dublin North (Dáil constituency) [الإنجليزية]‏ وقد انضم خلال فترته النيابية ‏ (14 ديسمبر 1982 – 20 يناير 1987)  للكتلة البرلمانية فيانا فايل.
- في الانتخابات العمومية الإيرلندية 1987 [الإنجليزية]‏، انتخب نائب دييل عن دائرة Dublin North (Dáil constituency) [الإنجليزية]‏ وقد انضم خلال فترته النيابية ‏ (10 مارس 1987 – 25 مايو 1989)  للكتلة البرلمانية فيانا فايل.
- في الانتخابات العمومية الإيرلندية 1989 [الإنجليزية]‏، انتخب نائب دييل عن دائرة Dublin North (Dáil constituency) [الإنجليزية]‏ وقد انضم خلال فترته النيابية ‏ (29 يونيو 1989 – 5 نوفمبر 1992)  للكتلة البرلمانية فيانا فايل.
- في الانتخابات العمومية الإيرلندية 1992 [الإنجليزية]‏، انتخب نائب دييل عن دائرة Dublin North (Dáil constituency) [الإنجليزية]‏ وقد انضم خلال فترته النيابية ‏ (14 ديسمبر 1992 – 15 مايو 1997)  للكتلة البرلمانية فيانا فايل.
- في الانتخابات العمومية الإيرلندية 1997 [الإنجليزية]‏، انتخب نائب دييل عن دائرة Dublin North (Dáil constituency) [الإنجليزية]‏ وقد انضم خلال فترته النيابية ‏ (26 يونيو 1997 – 20 أكتوبر 1997)  للكتلة البرلمانية فيانا فايل.
- انتخب Minister for Housing, Local Government and Heritage [الإنجليزية]‏ (15 أكتوبر 1980 – 30 يونيو 1981).
- انتخب Minister for Housing, Local Government and Heritage [الإنجليزية]‏ (9 مارس 1982 – 14 ديسمبر 1982).
- انتخب Minister for Communications (Ireland) [الإنجليزية]‏ (31 مارس 1987 – 6 فبراير 1991).
- انتخب وزير العدل والمساواة [الإنجليزية]‏ (12 يوليو 1989 – 11 فبراير 1992).
- انتخب وزير السياحة والثقافة والفنون وجايلتاخت والرياضة والإعلام [الإنجليزية]‏ (10 مارس 1987 – 24 نوفمبر 1988).
- انتخب وزير الأشغال والمشاريع والابتكار [الإنجليزية]‏ (24 نوفمبر 1988 – 12 يوليو 1989).
- انتخب وزير الخارجية والتجارة [الإنجليزية]‏ (26 يونيو 1997 – 7 أكتوبر 1997).